# Esme Morgan
Esme Morgan, née le 18 octobre 2000 à Sheffield, est une footballeuse internationale anglaise, qui joue comme défenseure pour Washington Spirit en NWSL (USA)
Pour les articles homonymes, voir Morgan.
Esme Morgan, née le 18 octobre 2000 à Sheffield, est une footballeuse internationale anglaise, qui joue au poste de défenseure centrale au Spirit de Washington.
Elle évolue également avec l'équipe nationale d'Angleterre depuis 2022. Elle fait partie de l'équipe anglaise finaliste de la Coupe du monde 2023.

## Biographie
En premier lieu défenseure centrale, elle peut jouer aussi comme milieu de terrain défensif.

### Carrière en club
Elle est formée à Manchester City, puis devient professionnelle en 2019 avec ce club qu'elle supporte depuis toujours. Elle marque son premier but en 2020-2021 contre Birmingham.
En septembre 2021, Esme Morgan est victime d'une fracture de la jambe contre Tottenham, ce qui lui fait manquer le reste de la saison et l'opportunité de dispute le championnat d'Europe en Angleterre.

### Carrière internationale
Participante à plusieurs championnats d'Europe en sélection de jeunes, elle rejoint le camp d'entraînement de l'équipe nationale sénior en septembre 2020.
En octobre 2022, remarquée pour ses performances à Manchester City, Morgan obtient sa première sélection internationale avec l'équipe d'Angleterre en entrant en cours de jeu contre la République tchèque (0-0).
Elle fait partie de la sélection anglaise pour la Coupe du monde 2023, où elle ne dispute aucun match et son équipe perd en finale.

## Palmarès

### En club
Manchester City
- FA Women's Cup : 2018-2019 et 2019-2020.
- FA Women's League Cup : 2018-2019 et 2021–2022.

### Sélection
Équipe d'Angleterre
- Vainqueur de la Finalissima féminine : 2023.
- Finaliste de la Coupe du monde : 2023 .